# Vitot
Vitot és un municipi francès situat al departament de l'Eure i a la regió de Normandia. L'any 2007 tenia 479 habitants.

## Demografia

### Població
El 2007 la població de fet de Vitot era de 479 persones. Hi havia 186 famílies de les quals 36 eren unipersonals (12 homes vivint sols i 24 dones vivint soles), 75 parelles sense fills, 71 parelles amb fills i 4 famílies monoparentals amb fills.
La població ha evolucionat segons el següent gràfic:
Habitants censats

### Habitatges
El 2007 hi havia 203 habitatges, 192 eren l'habitatge principal de la família, 3 eren segones residències i 7 estaven desocupats. 202 eren cases i 1 era un apartament. Dels 192 habitatges principals, 162 estaven ocupats pels seus propietaris, 27 estaven llogats i ocupats pels llogaters i 4 estaven cedits a títol gratuït; 8 tenien dues cambres, 19 en tenien tres, 56 en tenien quatre i 110 en tenien cinc o més. 148 habitatges disposaven pel capbaix d'una plaça de pàrquing. A 85 habitatges hi havia un automòbil i a 97 n'hi havia dos o més.

### Piràmide de població
La piràmide de població per edats i sexe el 2009 era:
| Homes | Edats   | Dones |
| ----- | ------- | ----- |
| 0     | 95 o +  | 0     |
| 0     | 90 a 94 | 0     |
| 4     | 85 a 89 | 0     |
| 4     | 80 a 84 | 4     |
| 4     | 75 a 79 | 0     |
| 8     | 70 a 74 | 12    |
| 16    | 65 a 69 | 8     |
| 4     | 60 a 64 | 8     |
| 12    | 55 a 59 | 12    |
| 28    | 50 a 54 | 24    |
| 28    | 45 a 49 | 20    |
| 28    | 40 a 44 | 16    |
| 8     | 35 a 39 | 28    |
| 4     | 30 a 34 | 8     |
| 8     | 25 a 29 | 0     |
| 20    | 20 a 24 | 24    |
| 16    | 15 a 19 | 12    |
| 4     | 10 a 14 | 24    |
| 8     | 5 a 9   | 4     |
| 4     | 0 a 4   | 4     |

## Economia
El 2007 la població en edat de treballar era de 312 persones, 219 eren actives i 93 eren inactives. De les 219 persones actives 213 estaven ocupades (108 homes i 105 dones) i 7 estaven aturades (4 homes i 3 dones). De les 93 persones inactives 51 estaven jubilades, 18 estaven estudiant i 24 estaven classificades com a «altres inactius».

### Ingressos
El 2009 a Vitot hi havia 195 unitats fiscals que integraven 500,5 persones, la mediana anual d'ingressos fiscals per persona era de 20.090 €.

### Activitats econòmiques
Dels 17 establiments que hi havia el 2007, 2 eren d'empreses de fabricació d'altres productes industrials, 3 d'empreses de construcció, 2 d'empreses de comerç i reparació d'automòbils, 3 d'empreses d'hostatgeria i restauració, 5 d'empreses de serveis i 2 d'empreses classificades com a «altres activitats de serveis».
Dels 2 establiments de servei als particulars que hi havia el 2009, 1 era una lampisteria i 1 electricista.
L'únic establiment comercial que hi havia el 2009 era una botiga d'equipament de la llar.
L'any 2000 a Vitot hi havia 5 explotacions agrícoles.

## Equipaments sanitaris i escolars
El 2009 hi havia una escola maternal integrada dins d'un grup escolar amb les comunes properes formant una escola dispersa.

## Poblacions més properes
El següent diagrama mostra les poblacions més properes.